# Bätterkinden
Bätterkinden là một đô thị ở huyện Fraubrunnen ở bang Bern ở Thụy Sĩ. Đô thị này có diện tích 10,19 km², dân số tháng 12 năm 2020 là 3288 người. Đô thị này cách Bern 20 km về phía bắc.
Bätterkinden nằm ở khu vực thấp của huyện Fraubrunnen, phía tây sông Emme và sông Urtenen, bêm sông Limpach. Đô thị này gồm các khu định cư Bätterkinden và Kräiligen, Weilern Alp, Holzhäusern Berchtoldshof, Aussenhöfen Berchtoldshof, Buuchi, Studenacher, thượng và hạn Löffelhof, Neumatt, Niedermatt và Rütti.